# Demerara

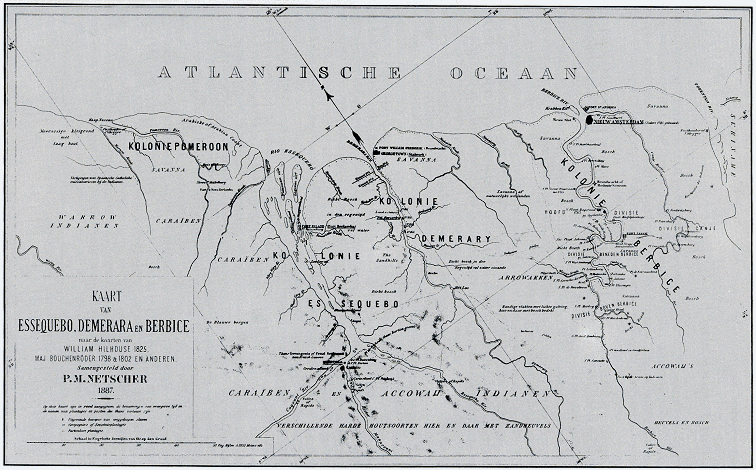
Karte mit dem Gebiet, 1888

Demerara war von 1752 bis 1814 eine niederländische Kolonie in Südamerika. Sie war Bestandteil von Essequibo, auch Essequibo und Demerara genannt. Als Sammelbegriff für die niederländischen Kolonien an der Nordküste von Südamerika wurde auch der Begriff Niederländisch-Guayana verwandt.
Demerara ist heute eine Region in Guyana und dort noch im Namen der Verwaltungseinheiten Demerara-Mahaica, Essequibo Islands-West Demerara und Upper Demerara-Berbice enthalten. Die Region ist benannt nach dem Fluss Demerara, der bei Georgetown in den Atlantik mündet.
Demerara war der Geburtsort von Sir James Douglas (1803–1877), dem britischen Gouverneur von Vancouver Island und der Provinz British Columbia. Ferner stammte von hier John Cunningham (1885–1962), britischer Admiral und Erster Seelord.
Demerara ist auch die Bezeichnung für den Demerara-Zucker, einer bestimmten Sorte Rohrzucker.